# Золотая карета (Нидерланды)
О кинокартине Ренуара см. Золотая карета (фильм)

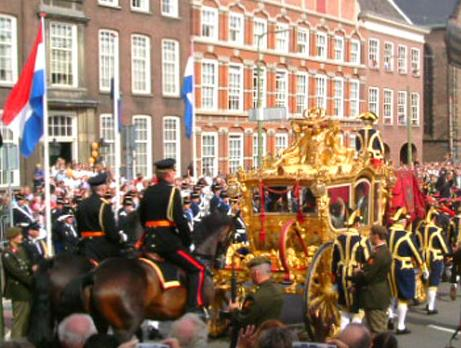
Золотая карета в День принцев

Золотая карета (нидерл. Gouden Koets) — карета, принадлежащая и используемая нидерландской королевской семьей. Спроектирована и построена братьями Спейкерами. Начиная с 1898 года карета используется при ежегодном обращении монарха к парламенту страны, а также при бракосочетаниях и других важных церемониях, в которых участвуют члены королевской семьи.

## История
Королева Вильгельмина (1890—1948) получила золотую карету при официальном вступлении на трон в 1898 году как подарок от жителей Амстердама. Она была спроектирована и построена братьями Спейкерами в 1897—1898 годах. Впервые использована на свадьбе королевы Вильгельмины с принцем Хендриком 7 февраля 1901 года. Позже карета  использовалась при бракосочетании принцессы Юлианы и принца Бернхарда в 1937 году, принцессы Беатрикс и Клауса фон Амсберга в 1966 году, принца Виллема-Александра и принцессы Максимы в 2002 году. Также карета  использовалось при крещении принцессы Юлианы (1909) и принцессы Беатрикс (1938).
Вопреки распространённому мнению, карета сделана из позолоченного тикового дерева, некоторые части декорированы рисунками. Декорирована в стилистике нидерландского ренессанса. Каретный сарай и конюшни расположены на территории Ауде-Хоф («Старого двора»), рядом с Королевским дворцом.
Каждый год монарх Нидерландов в золотой карете отправляется из Бинненхофа в Риддерзаал, чтобы там произнести своё обращение к парламенту страны. Это событие открывает парламентский год в стране и традиционно происходит в третий вторник сентября. Эта церемония известна как «День принца» (нидерл. Prinsjesdag) или «День короля». Ранее название «День принца» применялось в отношении общегосударственных праздников, имеющих место в жизни королевской семьи Оранской династии (дни рождения, крещения, коронационные мероприятия, свадьбы). Однако позже за таким праздничным днём закрепилось это название в том случае, когда монарх открывают новый парламентский год. Когда монарх совершает прогулку в карете, последняя запряжена восемью лошадьми, а младшие члены королевской семьи едут в карете, запряжённой шестью лошадьми. Зачастую во время поездки монарх встаёт, чтобы поприветствовать народ, для чего карета оснащена своеобразным люком. Необычная высота повозки делает задачу каретника намного сложнее. В 1996 году на проводившейся в Амстердаме выставке «Екатерина Великая» один из её организаторов и президент фонда «Друзья Эрмитажа» Эрнст Веен отметил, что золотая карета русской императрицы Екатерины II старше кареты нидерландской королевской семьи. На что правящая королева Беатрикс (1980—2013) заметила: «Зато наша ещё ездит». Карета и королевские церемонии используются правительством Нидерландов для привлечения в Гаагу большего числа туристов, чтобы разгрузить от них Амстердам, который по числу ночёвок превосходит королевский город в 13 раз.